# Liste der Naturdenkmale in Kirrweiler (Pfalz)
Die Liste der Naturdenkmale in Kirrweiler nennt die im Gemeindegebiet von Kirrweiler ausgewiesenen Naturdenkmale (Stand 23. Mai 2024).

## Ehemalige Naturdenkmale
| Nr. | Bezeichnung        | Lage                             | Beschreibung                                                                      | Bild                                    |
| --- | ------------------ | -------------------------------- | --------------------------------------------------------------------------------- | --------------------------------------- |
|     | Drei Linden        | Kirchstraße, bei Nr. 11 Lage     | Tilia sp., drei Bäume;, hier Nr. 58 Rechtsverordnung aufgehoben                   | Fotos hochladen                         |
|     | Vier Rosskastanien | Friedhofstraße, am Friedhof Lage | Aesculus hippocastanum, vier Bäume;, hier Nr. 59 Rechtsverordnung 1998 aufgehoben | Direkt Bild zu diesem Denkmal hochladen |